# Wiegboldsbur
Wiegboldsbur is een dorp in de Landkreis Aurich in de Duitse deelstaat Nedersaksen. Bestuurlijk is het dorp een deel van de gemeente Südbrookmerland.
Wiegboldsbur is een dorp met een lange geschiedenis. Het komt al voor als Uuibodasholta en Wibodi silva in de uit de 9e eeuw daterende registers van het klooster Werden. Wie er met de naamgever *Wibod wordt bedoeld, is onduidelijk. De naam heeft een parallel in het niet-geïdentificeerde Wibadaskerikon in het Groningerland.
Het dorp wordt ook genoemd in de Broekmerbrief uit de dertiende eeuw. Wiegboldsbur ligt op een langgerekte warft. Aan het westelijke einde van de terp staat de Wibaduskerk uit de dertiende eeuw. Het is een van de zeven bakstenen kerken van het historische Brookmerland. Naar wie de kerk is vernoemd is niet bekend.